# Maurice Tessier (homme politique)
Maurice Tessier, né le 18 décembre 1913 à Rimouski et mort le 9 février 2005 à Québec, est un avocat et homme politique québécois. Député libéral de la circonscription de Rimouski, il occupe plusieurs postes ministériels dans le premier gouvernement de Robert Bourassa, notamment ministre des Affaires municipales et ministre des Travaux publics et de l'Approvisionnement. 

## Biographie

### Premières années
Né à Rimouski le 18 décembre 1913, Maurice Tessier est le fils d'Auguste-Maurice Tessier, le petit-fils d'Auguste Tessier et l'arrière-petit-fils d'Ulric-Joseph Tessier. Après avoir étudié à l'école Saint-Louis-de-Gonzague de Québec, au Séminaire de Québec, au Collège Brébeuf à Montréal, au Collège Saint-Laurent et à l'Université Laval, il est admis au Barreau du Québec en 1939 et exercera sa profession d'avocat à Rimouski jusqu'en 1970. 
C'est peu après avoir commencé sa carrière d'avocat qu'il fait le saut en politique provinciale. Il est candidat défait pour le Parti libéral du Québec dans la circonscription de Rimouski aux élections générales de 1944 et à des élections partielles en 1950. 

### Politique municipale et provinciale
De 1961 à 1969, il est maire de Rimouski. Aux élections générales de 1966, il est élu député de Rimouski pour le Parti libéral, puis est réélu à celles de 1970. Dans le premier gouvernement de Robert Bourassa, il occupera la fonction de ministre des Affaires municipales du 12 mai 1970 au 21 février 1973, de ministre des Travaux publics du 12 mai au 1er octobre 1970 et du 21 février au 11 avril 1973, puis de ministre des Travaux publics et de l'Approvisionnement du 11 avril au 25 septembre 1973. Il ne se représente pas lors des élections générales de 1973. 

### Après la politique
Maurice Tessier est ensuite nommé juge à la cour provinciale, puis sera président de la Commission des accidents du travail de septembre 1973 à janvier 1977. Il sera également cofondateur et directeur de Québecair et administrateur de quelques autres sociétés. Il est bâtonnier du Barreau du Bas-Saint-Laurent du 30 avril 1966 au 30 avril 1968.
Il meurt à Québec le 9 février 2005, à l'âge de 91 ans. 
Il est le beau-père du député et ministre libéral, André Bourbeau.  